# 学校法人目黒星美学園
学校法人目黒星美学園（めぐろせいびがくえん）は、カトリックの女子修道会であるサレジアン・シスターズが母体の、かつて存在した学校法人。ミッションスクールを設置・運営していた。

## 概要
- 1956年 学校法人目黒星美学園創立
- 2016年4月より赤羽の学校法人星美学園に統合された。

## 校訓
純潔勤勉

## 設置校
- 目黒星美学園小学校
- 目黒星美学園中学校・高等学校

## 姉妹校
- 学校法人星美学園
- 学校法人城星学園